# Geometry of Love
Geometry of Love is een album van Jean-Michel Jarre, uitgebracht in oktober 2003. Het is zijn twaalfde reguliere studioalbum en zijn eerste uitgave op Warner Music.
Het album heeft veel gemeen met zijn voorganger Sessions 2000, hoewel de stijl meer elektronisch is dan jazz. De muziek was bedoeld als loungemuziek die gespeeld wordt op de achtergrond of in het lounge-gedeelte van een nachtclub. Het album werd tot stand gebracht in opdracht van Jean-Roch, als 'soundtrack' voor zijn nachtclub VIP Room in Parijs. In eerste instantie was het de bedoeling dat het album zou worden uitgebracht in een oplage van 2000 exemplaren, maar uiteindelijk werd het algemeen verkrijgbaar. Het werd grotendeels geproduceerd met behulp van Reason en veel van de voorgeprogrammeerde geluiden van deze software zijn te horen op het album.
Het nummer Velvet Road is een bewerking van het onuitgegeven nummer Children of Space, dat Jarre componeerde voor het concert Rendez-Vous in Space, dit concert vond plaats in Okinawa in 2001. Sommige van de geluiden op Geometry of Love werden eerder gebruikt op het album Interior Music (2001). Verschillende nummers van Geometry of Love staan op het verzamelalbum Sublime Mix (2006).

## Tracklist
1. "Pleasure Principle" – 6:15
2. "Geometry of Love Part 1" – 3:51
3. "Soul Intrusion" – 4:45
4. "Electric Flesh" – 6:01
5. "Skin Paradox" – 6:17
6. "Velvet Road" – 5:54
7. "Near Djaina" – 5:01
8. "Geometry of Love Part 2" – 4:06

## Instrumentenlijst
- Roland XP-80
- Eminent 310U
- ARP 2600
- Minimoog
- Korg KARMA
- Novation Digital Music Systems Supernova II
- microKORG
- Roland JP-8000
- Korg Mini Pops 7
- Digisequencer
- E-mu Systems XL7
- Roland HandSonic
- EMS Synthi AKS
- EMS VCS 3
- RMI Harmonic Synthesizer
- Pro Tools